# Fußballklub Austria Wien 2015-2016
Questa voce raccoglie le informazioni riguardanti il Fußballklub Austria Wien nelle competizioni ufficiali della stagione 2015-2016.

## Rosa
| N. |                               | Ruolo | Calciatore          |
| -- | ----------------------------- | ----- | ------------------- |
| 1  | Austria (bandiera)            | P     | Robert Almer        |
| 3  | Austria (bandiera)            | D     | Richard Windbichler |
| 4  | Macedonia del Nord (bandiera) | D     | Vanče Šikov         |
| 5  | Austria (bandiera)            | D     | Ognjen Vukojević    |
| 6  | Austria (bandiera)            | C     | Mario Leitgeb       |
| 7  | Austria (bandiera)            | C     | Marco Meilinger     |
| 8  | Nigeria (bandiera)            | A     | Olarenwaju Kayode   |
| 10 | Austria (bandiera)            | C     | Alexander Grünwald  |
| 11 | Brasile (bandiera)            | A     | Ronivaldo           |
| 14 | Libia (bandiera)              | C     | Ismael Tajouri      |
| 16 | Austria (bandiera)            | A     | Philipp Zulechner   |
| 17 | Danimarca (bandiera)          | D     | Jens Stryger Larsen |
| 18 | Rep. Ceca (bandiera)          | D     | Patrizio Stronati   |

| N. |                    | Ruolo | Calciatore            |
| -- | ------------------ | ----- | --------------------- |
| 19 | Israele (bandiera) | C     | Roi Kehat             |
| 20 | Austria (bandiera) | C     | Alexander Gorgon      |
| 22 | Austria (bandiera) | D     | Marco Stark           |
| 23 | Spagna (bandiera)  | C     | David de Paula        |
| 25 | Austria (bandiera) | C     | Thomas Salamon        |
| 26 | Austria (bandiera) | C     | Raphael Holzhauser    |
| 27 | Austria (bandiera) | C     | Marko Kvasina         |
| 28 | Austria (bandiera) | D     | Christoph Martschinko |
| 30 | Austria (bandiera) | D     | Fabian Koch           |
| 31 | Austria (bandiera) | P     | Osman Hadžikić        |
| 32 | Austria (bandiera) | P     | Patrick Pentz         |
| 33 | Austria (bandiera) | D     | Lukas Rotpuller       |
| 36 | Austria (bandiera) | C     | Tarkan Serbest        |